# 夢千秒
「夢千秒」（ゆめせんびょう）は、堀ちえみの17枚目のシングル。1986年1月21日にキャニオン・レコードよりリリースされた。

## 解説
- 当時の衣装は白のドレス。フジテレビ系『夜のヒットスタジオ』などで歌唱された。
- 日本テレビ系『ザ・トップテン』（1986年3月放送終了）には、通算12曲目となる10位以内に入ったが、同番組への出演は当曲が最後となった。
- 2002年の河島英五のチャリティコンサート『復興の詩』でこの曲が久々に歌唱された。
- 2009年、SHIBUYA-AXでの『Birthday Live』でも、A・B面共に選曲されている。

## 収録曲
1. 夢千秒
  - 作詞：売野雅勇／作曲：鈴木キサブロー／編曲：後藤次利
2. 瞳は海の色
  - 作詞：三浦徳子／作曲・編曲：後藤次利